# Lista de canções de Guitar Hero

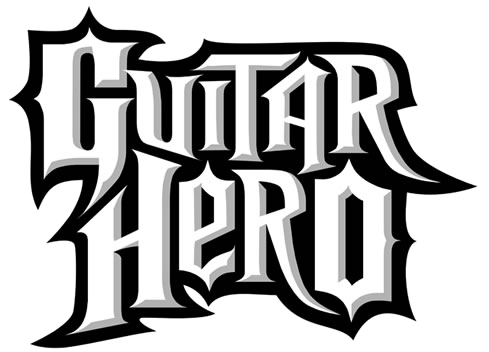
Logotipo da série de jogos musicais Guitar Hero.

Esta é a lista de canções de Guitar Hero, um jogo eletrónico musical desenvolvido pela Harmonix Music Systems e publicado pela RedOctane em 2005, para o console de videogame PlayStation 2. O jogo apresenta um controlador em forma de guitarra (semelhante a uma miniatura da Gibson SG) que o jogador usa para simular a reprodução de músicas de rock. A jogabilidade é semelhante à do Guitar Freaks, em que o jogador pressiona os botões do controlador na hora em que as notas musicais se deslocam no ecrã. O jogo apresenta covers de 30 canções populares de rock de cinco décadas, de 1960 até 2005, além de faixas bónus de artistas independentes.

## Canções principais
Há trinta canções no modo carreira. As músicas são agrupados por níveis de dificuldades, chamados "tiers". Além disso, existem quatro níveis gerais de dificuldade, sendo eles: "fácil", "médio", "difícil" e "expert". Cada um reflete o número de pratos que são empregados, o número de notas que são tocadas e a velocidade com que elas se movem. Os níveis tiers são apresentados sequencialmente ao longo de cada nível de dificuldade; nos modos de baixa dificuldade, apenas três ou quatro canções devem ser executada para liberar o próximo tier. Entretanto, no modo expert, as cinco canções deve ser concluídas.
Todas as canções são covers das versões originais, surgindo nos créditos do jogo o nome do responsável pelo cover. Por exemplo, "Iron Man", música da banda Black Sabbath, é interpretada no jogo pela banda WaveGroup Sound. Por sua vez, a banda lançou uma seleção dos covers por meio de serviços de download digital como o iTunes, em uma coleção intitulada The Guitar Hero Recordings.

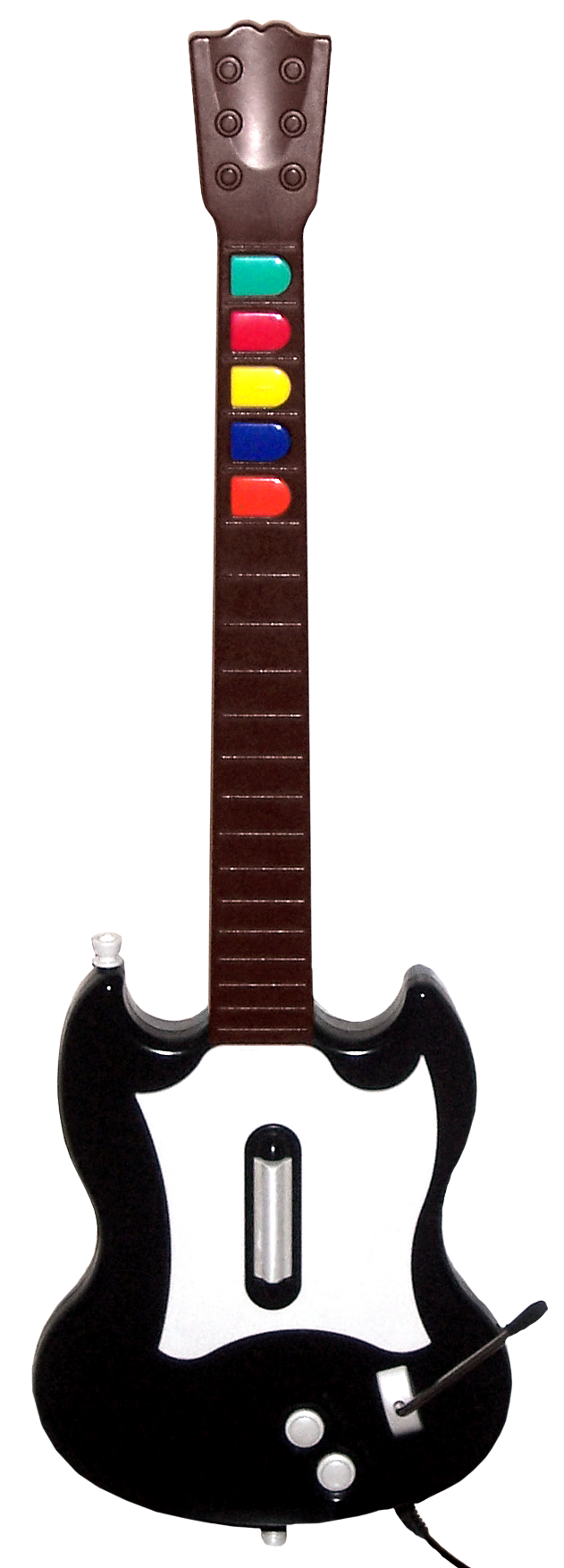
Controlador utilizado em Guitar Hero.

| Ano  | Canção                         | Intérprete(s)                 | Tier (nível)           | Ref.  |
| ---- | ------------------------------ | ----------------------------- | ---------------------- | ----- |
| 1980 | "Ace Of Spades"                | Motörhead                     | 5. Fret-Burners        | [ 1 ] |
| 1983 | "Bark at the Moon"             | Ozzy Osbourne                 | 6. Face Melters        | [ 1 ] |
| 2002 | "Cochise"                      | Audioslave                    | 4. Return of the Shred | [ 1 ] |
| 1990 | "Cowboys from Hell"            | Pantera                       | 6. Face Melters        | [ 1 ] |
| 1968 | "Crossroads"                   | Cream                         | 5. Fret-Burners        | [ 1 ] |
| 2001 | "Fat Lip"                      | Sum 41                        | 4. Return of the Shred | [ 1 ] |
| 1972 | "Frankenstein"                 | The Edgar Winter Group        | 6. Face Melters        | [ 1 ] |
| 1977 | "Godzilla"                     | Blue Öyster Cult              | 6. Face Melters        | [ 1 ] |
| 2004 | "Heart Full Of Black"          | Burning Brides                | 3. Thrash and Burn     | [ 1 ] |
| 2004 | "Hey You"                      | The Exies                     | 3. Thrash and Burn     | [ 1 ] |
| 1989 | "Higher Ground"                | Red Hot Chili Peppers         | 5. Fret-Burners        | [ 1 ] |
| 1982 | "I Love Rock 'N Roll"          | Joan Jett And The Blackhearts | 1. Opening Licks       | [ 1 ] |
| 1978 | "I Wanna Be Sedated"           | Ramones                       | 1. Opening Licks       | [ 1 ] |
| 1994 | "Infected"                     | Bad Religion                  | 1. Opening Licks       | [ 1 ] |
| 1970 | "Iron Man"                     | Black Sabbath                 | 2. Axe-Grinders        | [ 1 ] |
| 1974 | "Killer Queen"                 | Queen                         | 3. Thrash and Burn     | [ 1 ] |
| 1976 | "More Than A Feeling"          | Boston                        | 2. Axe-Grinders        | [ 1 ] |
| 2002 | "No One Knows"                 | Queens Of The Stone Age       | 5. Fret-Burners        | [ 1 ] |
| 1983 | "Sharp Dressed Man"            | ZZ Top                        | 2. Axe-Grinders        | [ 1 ] |
| 1972 | "Smoke On The Water"           | Deep Purple                   | 1. Opening Licks       | [ 1 ] |
| 1967 | "Spanish Castle Magic"         | The Jimi Hendrix Experience   | 5. Fret-Burners        | [ 1 ] |
| 2000 | "Stellar"                      | Incubus                       | 3. Thrash and Burn     | [ 1 ] |
| 1992 | "Symphony Of Destruction"      | Megadeth                      | 3. Thrash and Burn     | [ 1 ] |
| 2002 | "Take It Off"                  | The Donnas                    | 4. Return of the Shred | [ 1 ] |
| 2004 | "Take Me Out"                  | Franz Ferdinand               | 2. Axe-Grinders        | [ 1 ] |
| 1983 | "Texas Flood"                  | Stevie Ray Vaughan            | 6. Face Melters        | [ 1 ] |
| 1992 | "Thunder Kiss '65"             | White Zombie                  | 1. Opening Licks       | [ 1 ] |
| 1992 | "Unsung"                       | Helmet                        | 4. Return of the Shred | [ 1 ] |
| 1982 | "You Got Another Thing Comin'" | Judas Priest                  | 2. Axe-Grinders        | [ 1 ] |
| 1972 | "Ziggy Stardust"               | David Bowie                   | 4. Return of the Shred | [ 1 ] |

## Canções adicionais
Além disso, existem 17 canções bónus incorporadas em Guitar Hero. Estas podem ser adquiridas com dinheiro electrónico no modo carreira disponível através da loja virtual jogo. Uma vez compradas, as músicas serão reproduzidas em todos os níveis dificuldade do modo carreira, quickplay e competitivos. Grande parte das músicas adicionais é interpretada pelos membros da Harmonix. Por sua vez, a melodia "Cheat on the Church", tocada pela banda Graveyard BBQ, foi escolhida para ser incorporada ao jogo depois de ter vencido o concurso "Be a Guitar Hero."
| Ano  | Canção                    | Intérprete(s)                                   | Ref.  |
| ---- | ------------------------- | ----------------------------------------------- | ----- |
| 2005 | "All Of This"             | Shaimus                                         | [ 1 ] |
| 2005 | "Behind The Mask"         | Anarchy Club                                    | [ 1 ] |
| 2005 | "The Breaking Wheel"      | Artillery                                       | [ 1 ] |
| 2005 | "Callout"                 | The Acro-Brats                                  | [ 1 ] |
| 2005 | "Caveman Rejoice"         | The Bags                                        | [ 1 ] |
| 2005 | "Cheat On The Church"     | Graveyard BBQ                                   | [ 1 ] |
| 2005 | "Decontrol"               | Drist                                           | [ 1 ] |
| 2000 | "Eureka, I've Found Love" | The Upper Crust                                 | [ 1 ] |
| 2005 | "Even Rats"               | The Slip                                        | [ 1 ] |
| 2005 | "Farewell Myth"           | Made In México                                  | [ 1 ] |
| 2005 | "Fire It Up"              | Black Label Society                             | [ 1 ] |
| 2005 | "Fly On The Wall"         | Din                                             | [ 1 ] |
| 2001 | "Get Ready 2 Rokk"        | Freezepop                                       | [ 1 ] |
| 2005 | "Guitar Hero"             | Monkey Steals The Peach                         | [ 1 ] |
| 2004 | "Hey"                     | Honest Bob And The Factory-To-Dealer Incentives | [ 1 ] |
| 2005 | "Sail Your Ship By"       | Count Zero                                      | [ 1 ] |
| 2005 | "Story Of My Love"        | The Model Sons                                  | [ 1 ] |

## Outras canções
Mais duas músicas estão disponíveis no jogo, sendo possível desbloqueá-las através de ferramentas específicas de PlayStation 2, tais como: GameShark, Code Breaker e Action Replay.
- "Graveyard Shift" - Artista não creditado.[8]
- "Trippolette" - por Andrew Buch, um compositor do Berklee College of Music que que colaborou com a equipe da Harmonix.[9][10]